# Albanische Riviera

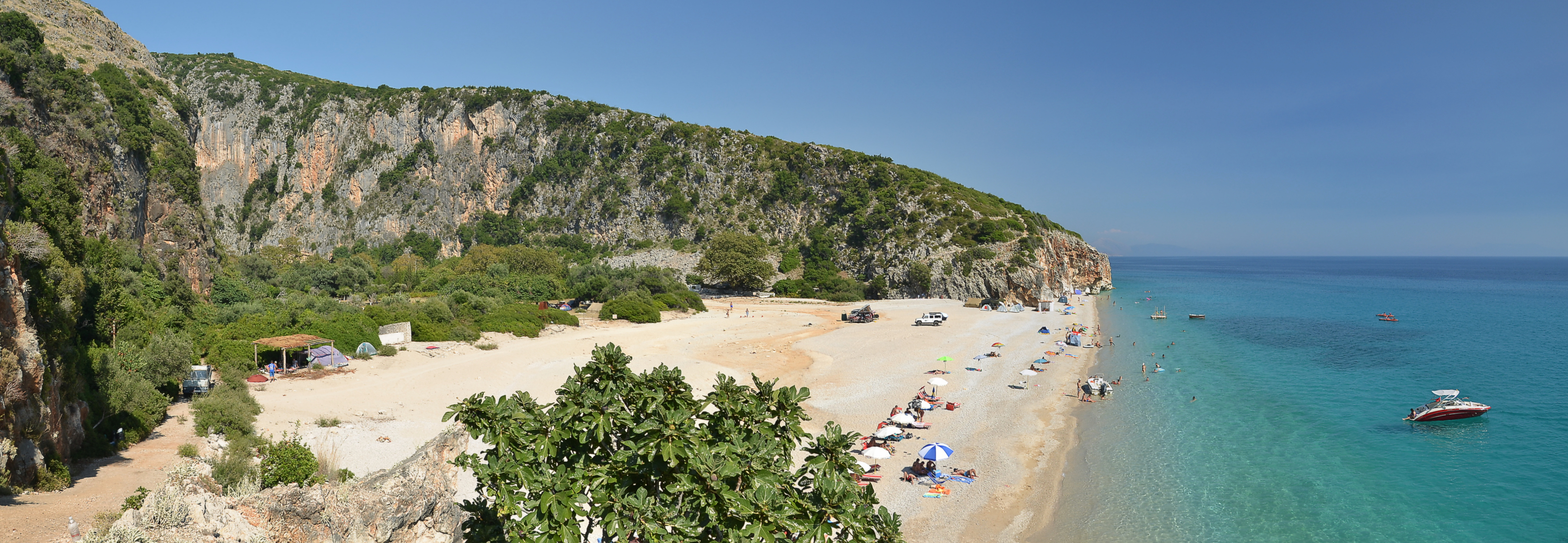
Strand von Gjipe bei Ilias zwischen Dhërmi und Himara (2014)

Mit Albanischer Riviera (albanisch Riviera shqiptare) wird ein steiler Küstenabschnitt im Südwesten Albaniens bezeichnet. Die Riviera liegt am Ionischen Meer nördlich von Saranda und endet am Llogara-Pass (1027 m ü. A.) südlich von Vlora, wo die Adria beginnt. Von den Albanern wird die Riviera oft einfach auch als Bregu, „die Küste“, bezeichnet. Das Ceraunische Gebirge trennt die Riviera vom Hinterland.

## Geographie

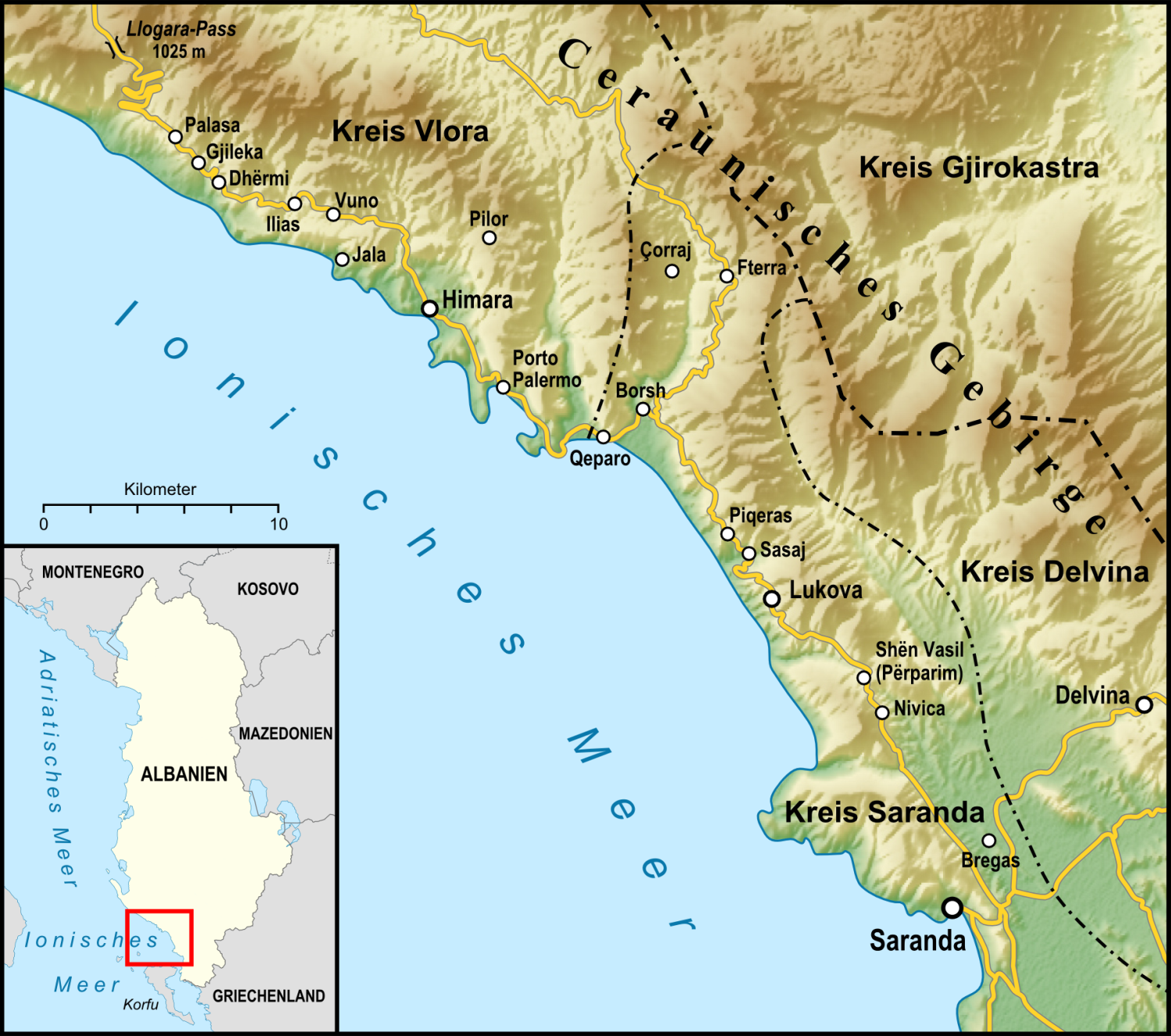
Topographische Karte der Albanischen Riviera

Der Hauptort der Riviera und Sitz der Bashkia ist Himara. Bis 2015 umfasste die Gemeinde Himara lediglich den nördlichen Teil der Riviera (Kreis Vlora) mit neun Dörfern: Palasa ist das nördlichste, am Fuß des Llogara-Pass gelegen. Es folgen nach Süden Kondraq, Gjileka und Drimadha, Dhërmi, Ilias und Vuno. Pilur und Kudhës liegen in den Bergen östlich von Himara. Südlich an der Küste kommt Qeparo-Fusha und das darüber am Berg gelegene Qeparo. Der südliche Teil bildete früher die Komuna von Lukova (Kreis Saranda); hierzu zählten die in den Bergen liegenden Dörfer Fterra und Çorraj sowie an der Küste Borsh, der Ortsteil Qazim Pali, Piqeras, Sasaj, Lukova, Shën Vasil – das während der kommunistischen Diktatur Përparim hieß – und Nivica, das aber schon hinter dem Pass von Shën Vasil liegt. Im Jahr 2011 hatten die beiden Gemeinden zusammen 7818 Einwohner.
Das Gebiet liegt sehr abgelegen und ist nur auf kurvenreichen Straßen zu erreichen, die 2019 gut ausgebaut und erneuert waren. Nach dem Zusammenbruch des Kommunismus 1991 wurde die Albanische Riviera stark entvölkert. Insbesondere die jungen Bewohner suchten Arbeit in Griechenland, wie dies beispielhaft für den Ort Fterra dokumentiert wurde. In manchen Dörfern lebten nur mehr alte Leute. Der Tourismus führte zu einer Wiederbelebung etlicher Dörfer insbesondere in den Sommermonaten. Zur Förderung des Tourismus wurde auch die Infrastruktur vollständig erneuert.

## Tourismus

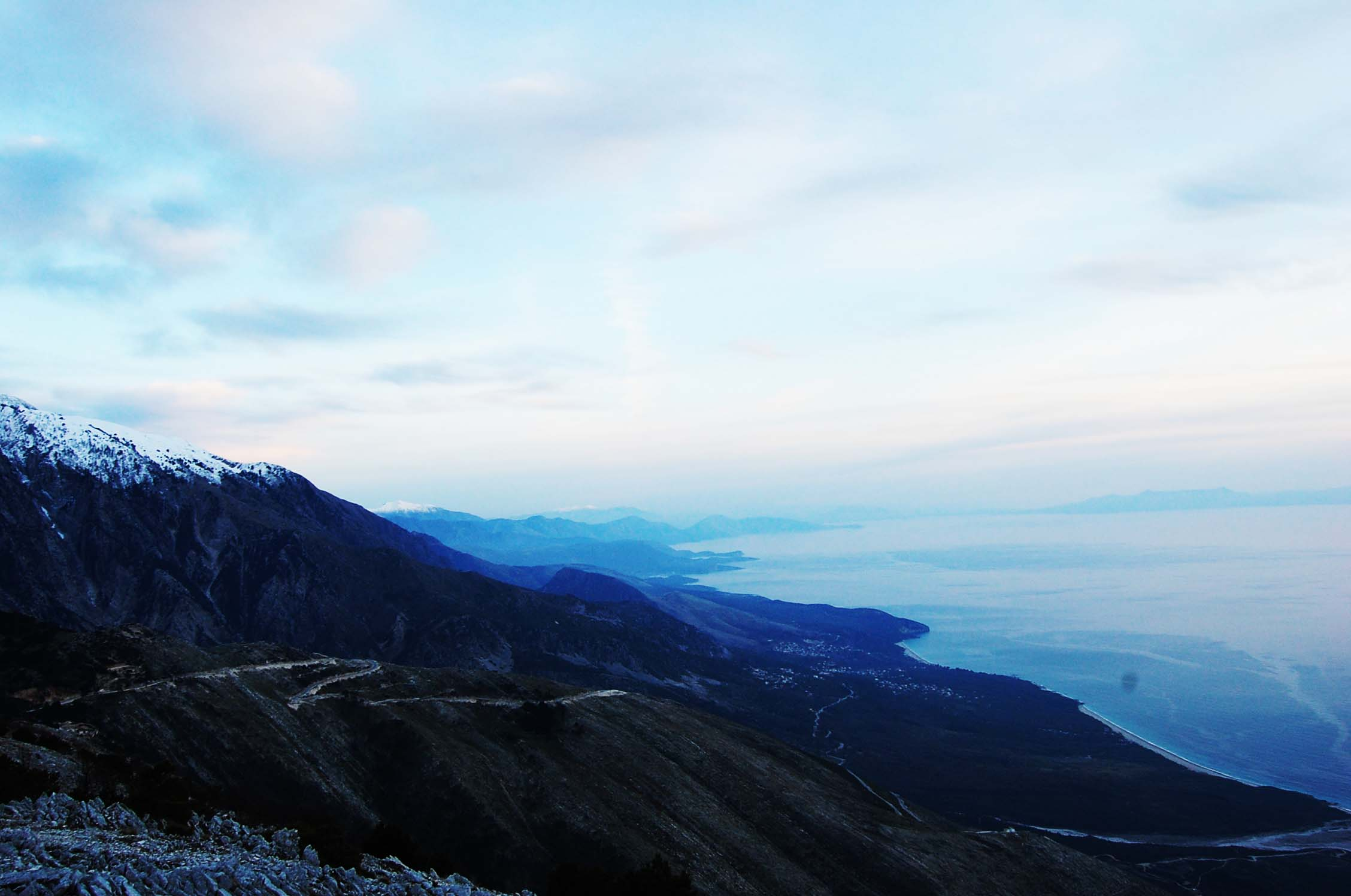
Blick vom Llogara-Pass auf die Küste bis Korfu im Winter

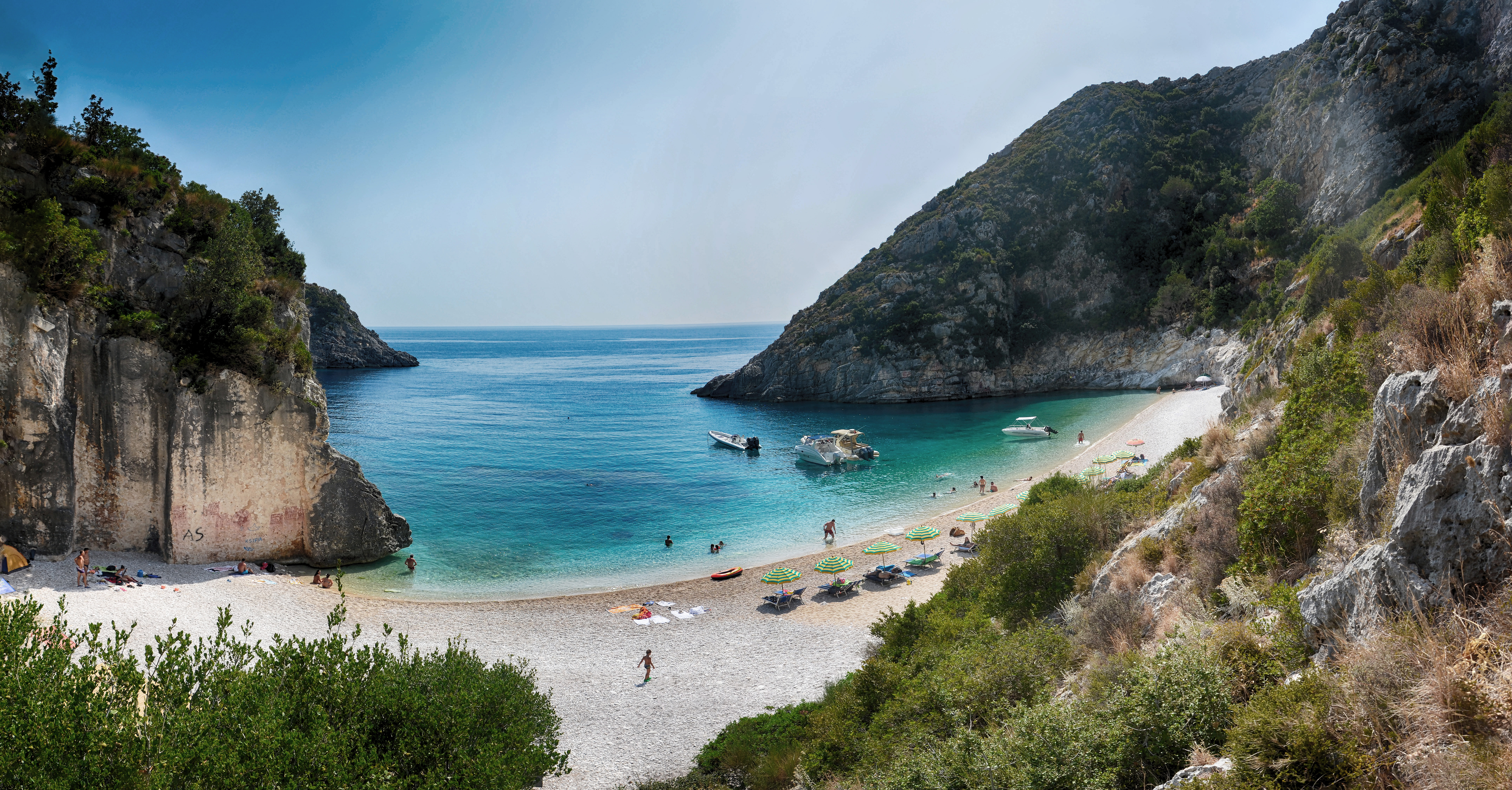
Grama-Bucht

Um das Jahr 2000 begann die Region sich allmählich touristisch zu entwickeln. Es entstanden Hotels, Ferienwohnungen und Restaurants. Die Küstenstraße SH8 ist seit Herbst 2008 neu ausgebaut. Auch die Zufahrtsstraße über den Llogara-Pass ist neu ausgebaut. Bis 2011 wurden alle Stichstraßen zu den Stränden von Dhërmi bis zur Höhe von Lukova ausgebaut. 2024 wurde der Llogara-Tunnel in Betrieb genommen, mit sechs Kilometern der längste des Landes.
Die meisten Touristen sind Albaner aus Albanien, Kosovo, Mazedonien, Montenegro und Serbien sowie Emigranten auf Heimaturlaub. Doch in den letzten Jahren hat sich die Anzahl der Touristen stark vergrößert. Seit 2019 reisen vor allem Touristen aus Deutschland, Österreich, Großbritannien, Schweden, Norwegen, Bosnien und Herzegowina, Polen, Ukraine und vielen weiteren europäischen Ländern in die Riviera. Durch den stark ansteigenden Tourismus, vergrößern sich auch die Dörfer und etablieren sich zu kleinen Städten mit Zentren und Promenaden. Es entstehen ständig neue Hotels, Restaurants, Bars, Strände und weitere Attraktionen. Viele Dörfer und Kleinstädte werden erneuert und ausgebaut um die Anzahl der Touristen zu vergrößern.
Das französische Reiseunternehmen Club Méditerranée plante bei Shën Vasil als erster westlicher Investor den Bau einer Hotelanlage. Die Bauarbeiten kamen bis 2009 über Jahre hinweg kaum voran, weil die lokale Bevölkerung wegen Streitigkeiten um Grundeigentum dagegen protestierte. Club Méditerranée zog sich dann zwischenzeitlich aus Albanien zurück.
Neben der eindrücklichen Küstenlandschaft und den Stränden, weshalb die meisten Touristen anreisen, bietet die Albanische Riviera auch historische Sehenswürdigkeiten, darunter die Burg von Porto Palermo, die Burg von Sopot, einige Kirchen, Alt-Himara und weitere hübsche Dörfer.